# Eustrotia flavifrons
Eustrotia flavifrons là một loài bướm đêm trong họ Noctuidae.